# Jaciment romà de Praia da Luz
El jaciment romà de Praia da Luz, també conegut com Ruïnes romanes da Luz, és un jaciment situat a la vila de Luz, al municipi de Lagos, a Portugal. Enclou les ruïnes d'un balneari i diversos tancs per a salar peix, aquests tapats per un edifici residencial modern. Va ser classificat com a Immoble d'Interés Públic al 1992.

## Descripció

### Situació i composició
El jaciment se situa en una zona urbanitzada a la vila de Luz, vora la franja costera. Enclou ruïnes de diversos edificis, incloent-hi un balneari i una zona per a producció de derivats de peix. D'acord amb els vestigis trobats per l'arqueòleg Estácio da Veiga al segle xix, la població seria de grans dimensions, i ocuparia una línia de costa de prop de 300 m.

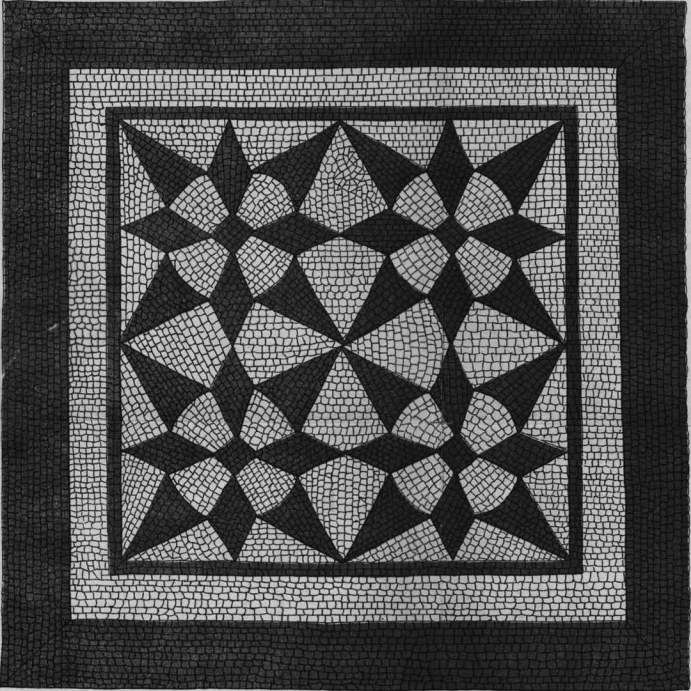
Paviment de mosaics al balneari, dibuix d'Estácio da Veiga

#### Balneari
L'edifici de les termes es construí en orientació nord-est a sud-est, i tenia una coberta arcada. Estava dividit en sales rectangulars, amb un hipocaust, i tancs per a banys calents (tepidari) i freds (frigidari). Alguns d'aquests compartiments tenien el sòl revestit amb mosaics. El proveïment d'aigua se'n feia amb un complex sistema de canalitzacions, connectat tant a l'oceà com amb el rierol de la Quinta da Luz. El balneari era de dimensions molt superiors a les excavades, i Estácio da Veiga trobà vestigis, llavors parcialment visibles, de la continuació de l'edifici en sentit sud i sud-oest, en una extensió de 83 m.

#### Tancs
A l'est i nord-est del balneari es construí un complex industrial per a la preparació de productes derivats del peix, amb diversos tancs, d'una extensió de 156 m. També estaven situades al llarg de la costa, en una zona de sòl rocós coneguda com a Fontainhas, que va ser després urbanitzada, i quedaren les ruïnes cobertes per un edifici residencial. Els tancs es construïren i empraren en fases diferents, com es palesa per les diferències en l'arquitectura. El complex era format per tres edificis dividits per carrers i construïts en fases successives: un antic tanc de grans dimensions que fou convertit quasi totalment en un conjunt de tancs, un magatzem que també va ser parcialment aprofitat per a tancs, i un tercer edifici, de menors dimensions, amb només alguns tancs. El taller de salaó, corresponent a l'antic tanc, tenia teulada suportada per pilars, de què resten parts de les bases.

### Troballes i conservació
A més a més dels edificis, també s'hi trobaren vestigis d'animals, i parts d'àmfores, ceràmica comuna, objectes de vidre i materials de construcció. També monedes, frisos de marbre i parts de mosaics. Estácio da Veiga, a més de molts fragments de ceràmica, parts de murals i mosaics, hi trobà diversos objectes metàl·lics, com hams.
El jaciment fou classificat com a Immoble d'Interés Públic pel Decret núm. 26-A/92, d'1 de juny.

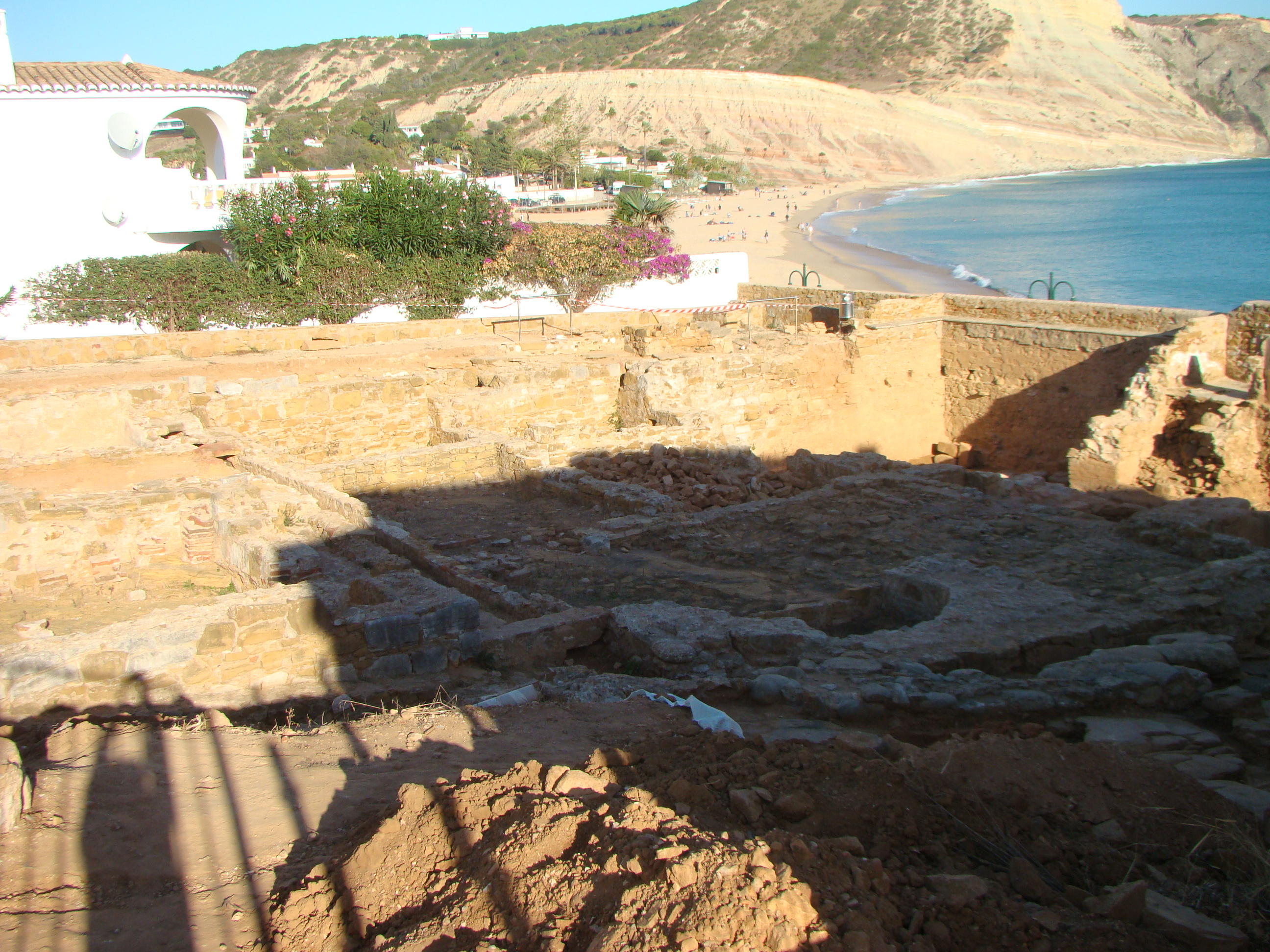
Vista parcial de les ruïnes a novembre de 2017, s'hi veu al fons Praia da Luz

## Història

### Antecedents
Durant les excavacions al segle xix, l'arqueòleg Estácio da Veiga va trobar diverses ruïnes paral·leles a la platja, i pensava que haurien pertangut a una població anterior al període romà. Aquestes ruïnes podrien haver estat tancs de salaó de peix construïdes pels habitants locals o per cartaginesos, que van ser modificades pels romans posteriorment. La presència humana anterior al domini romà a la freguesia de Luz és evidenciada per diversos objectes prehistòrics trobats en una antiga necròpoli, possiblement neolítica.

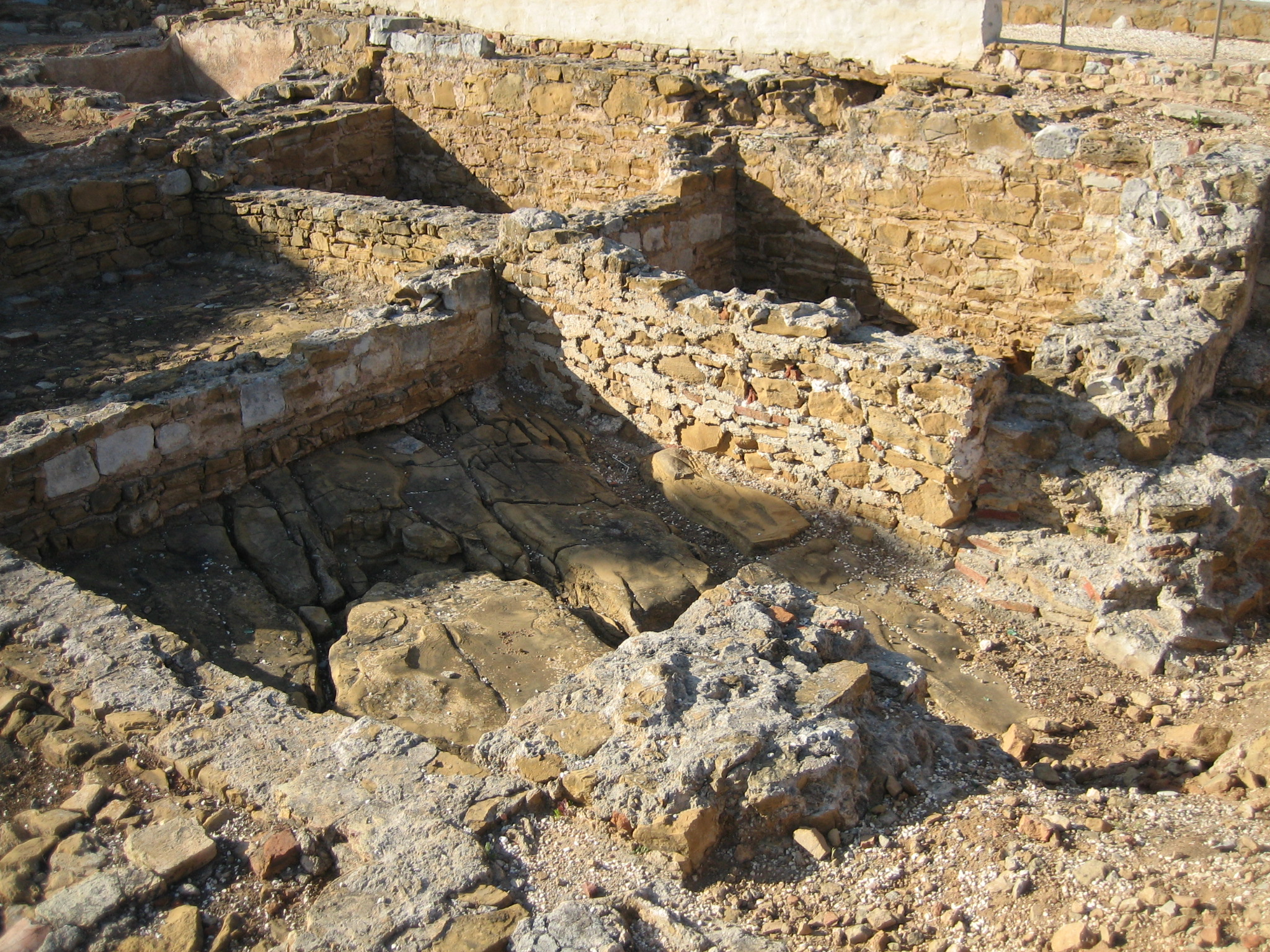
Detall de les ruïnes, maig de 2009

### Període romà
D'acord amb els vestigis trobats, el llogaret fou habitat en diverses fases entre els segles I i IV, dins del domini romà. El balneari s'hi instal·là entre els segles II a III, i passà per obres de remodelació al segle IV. El complex dels tancs deixaria de funcionar a finals del segle IV o principis del V. Rui Parreira afirma que la primera part del complex edificaria un tanc de grans dimensions (natatio), amb prop de 9 per 5 m, probablement connectat amb la fase inicial de les termes. Posteriorment, van ser construïdes algunes parets al nord-oest del tanc, amb dues divisions amb paviment propi, de funcions desconegudes. En la segona fase de modificació es construïren més compartiments al tanc, al llarg de les parets nord i oest. Llavors ja estava també en servei un tercer edifici, probablement un magatzem. El transport dels productes dels tancs es faria per mar: es trobà part d'una àncora romana vora Praia da Luz. Segons Estácio da Veiga, el poble romà degué ser devastat per sismes i consegüents tsunamis.

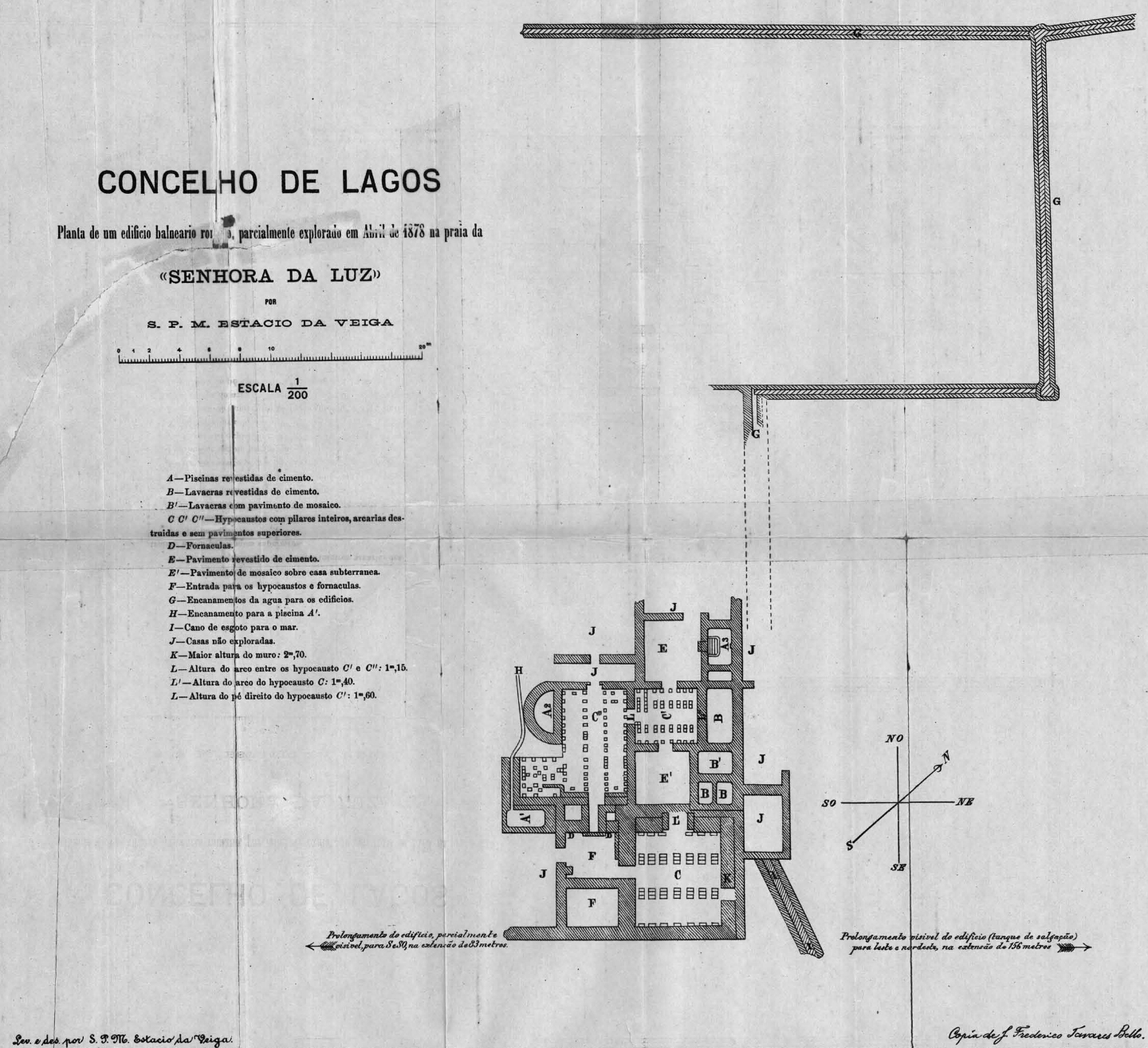
Planta del balneari romà, per Estácio da Veiga

### Segle XIX
El 1878, les ruïnes van ser identificades i excavades per Estácio da Veiga. Les ruïnes ja eren conegudes, però, havien estat esmentades pel prior de la freguesia de Luz, Lucio Floro Martins, en una carta del 3 de gener de 1893: «A poca distància de la mar, i quasi junt a l'església, es van descobrir restes d'edificis i entre aquestes una casa tres metres quadrats amb porta de boca de forn, feta amb rajoles grosses i porticada, junt a la qual passava una canonada d'aigua, que semblava venir de la Quinta da Luz, i arribava fins a uns tancs també observats prop de la mar, fets d'argamassa, els quals semblaven ser banys. En algunes parts del mateix indret hi ha indicis d'altres construccions antigues.». També aquell any Estácio da Veiga fou informat pel seu corresponsal Xavier de Paiva que havien descobert un cap de marbre d'un nen, i una moneda d'or de l'emperador Teodosi I. La campanya d'excavacions d'Estácio da Veiga fou molt limitada, a causa del reduït nombre de treballadors de què disposava, però va aconseguir així i tot descobrir una important part del balneari, i també trobà la font a la Quinta da Luz que abastia les termes, així com les canonades que les connectaven. Segons l'arqueòleg António dos Santos Rocha, el prior de Luz també havia parlat d'una necròpoli a dos o tres quilòmetres del museu convent de Nossa Senhora da Assunçâo de Faro, amb les sepultures quasi totalment destruïdes, només amb una o dues parts estàlvies. El museu guardava alguns artefactes vinguts d'aquella necròpoli, alguns d'origen romà, mentre que d'altres eren possiblement del Neolític.

### Segle XX
A principis del segle xx, la zona del jaciment patí profundes obres de modificació per a la instal·lació d'una finca agrícola, amb murs i sistemes artificials de rec, i les ruïnes foren novament cobertes de terra. No obstant això, anys després els terrenys van canviar de propietaris i foren abandonats. Durant anys els terrenys foren protegits per la comtessa de Sanchez de Baiena, però acabaren sent ocupats per urbanitzacions turístiques. Al 1985, el Servei Regional d'Arquitectura del Sud veié que hi havia intenció d'urbanitzar la franja on Estácio da Veiga havia descobert les termes romanes, i durant les obres per a un hotel d'apartaments vora mar, destruïren parcialment el complex de tancs. Açò feu que l'organització intervingués en les ruïnes romanes de Praia da Luz, per localitzar-ne els vestigis encara existents, i planejar treballs de conservació, que es feren al 1985, dirigits per Ana Arruda i Helena Catarino: identificaren parts del mur de l'hipocaust, ja anteriorment descobert per Estácio da Veiga. La planta d'Estácio da Veiga fou inserida en l'aixecament topogràfic del terreny que seria urbanitzat. A finals de 1986, els representants de l'empresa Alpart i de la Cambra de Lagos es van reunir a Lisboa amb el president i el director del Departament d'Arqueologia de l'Institut Portugués del Patrimoni Arquitectònic. L'empresa constructora va cedir al municipi els terrenys on se situava el balneari trobat per Estácio da Veiga, i va garantir que preservaria els vestigis trobats a la zona urbanitzable. El president de l'Institut, António Lamas, concretà la segona fase dels treballs, entre el 1987 i el 1988, dirigits per Rui Parreira. S'hi descobrí una zona del balneari que corresponia al frigidari, que mai havia estat excavada per Estácio da Veiga.
El 1992, el monument va ser classificat com a Immoble d'Interés Públic, data en què també s'hi classificaren la presa romana da Fonte Coberta i el jaciment arqueològic de Monte Molião, ambdós també situats al municipi de Lagos.

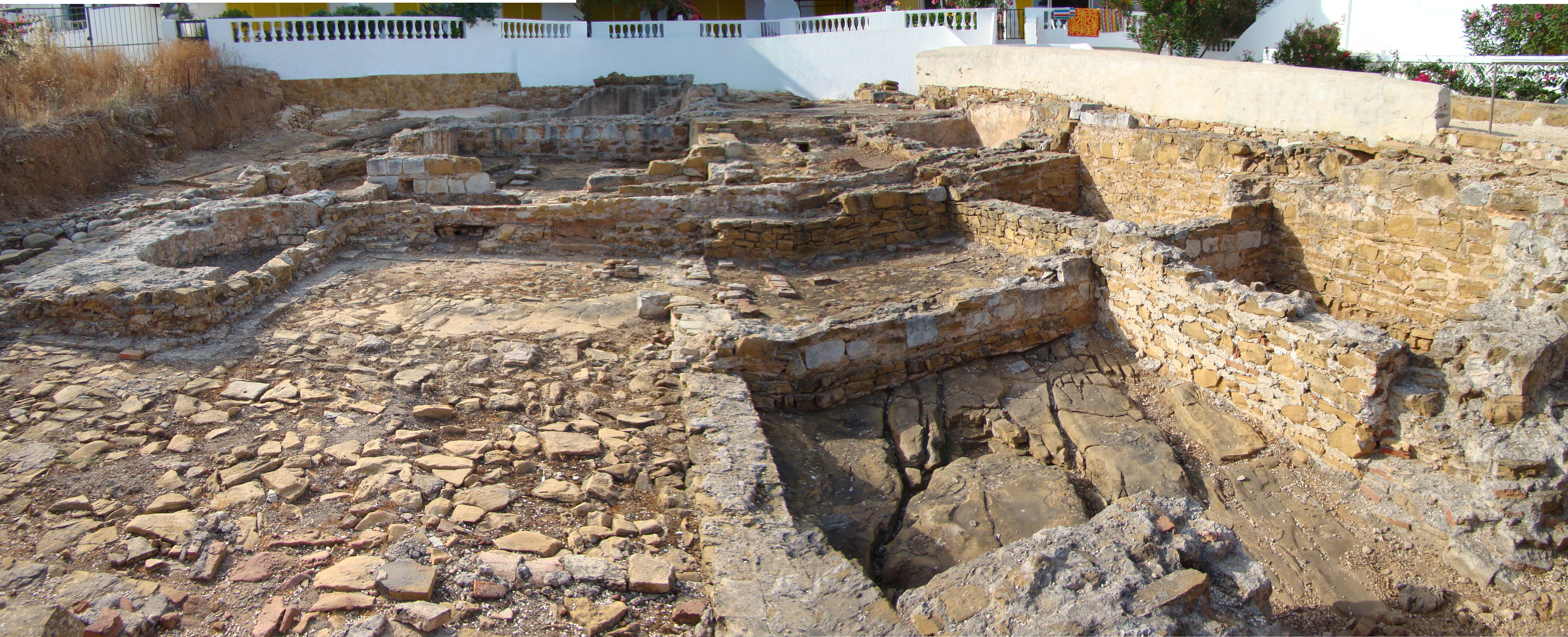
Vista parcial de les ruïnes, el 2010

### Segle XXI
Al desembre de 2018, Lagos presentà una candidatura al PARE - Pla d'Acció de Desenvolupament de Recursos Endògens, amb una iniciativa de Ruta dels Jaciments Arqueològs Romans, que incloïa els jaciments de Sâo Pedro do Pulgão, Monte Molião i Praia da Luz. La Direcció General del Patrimoni Cultural ja havia aprovat el pla de Conservació, Valoració i Divulgació dels Balnearis Romans de Praia da Luz.

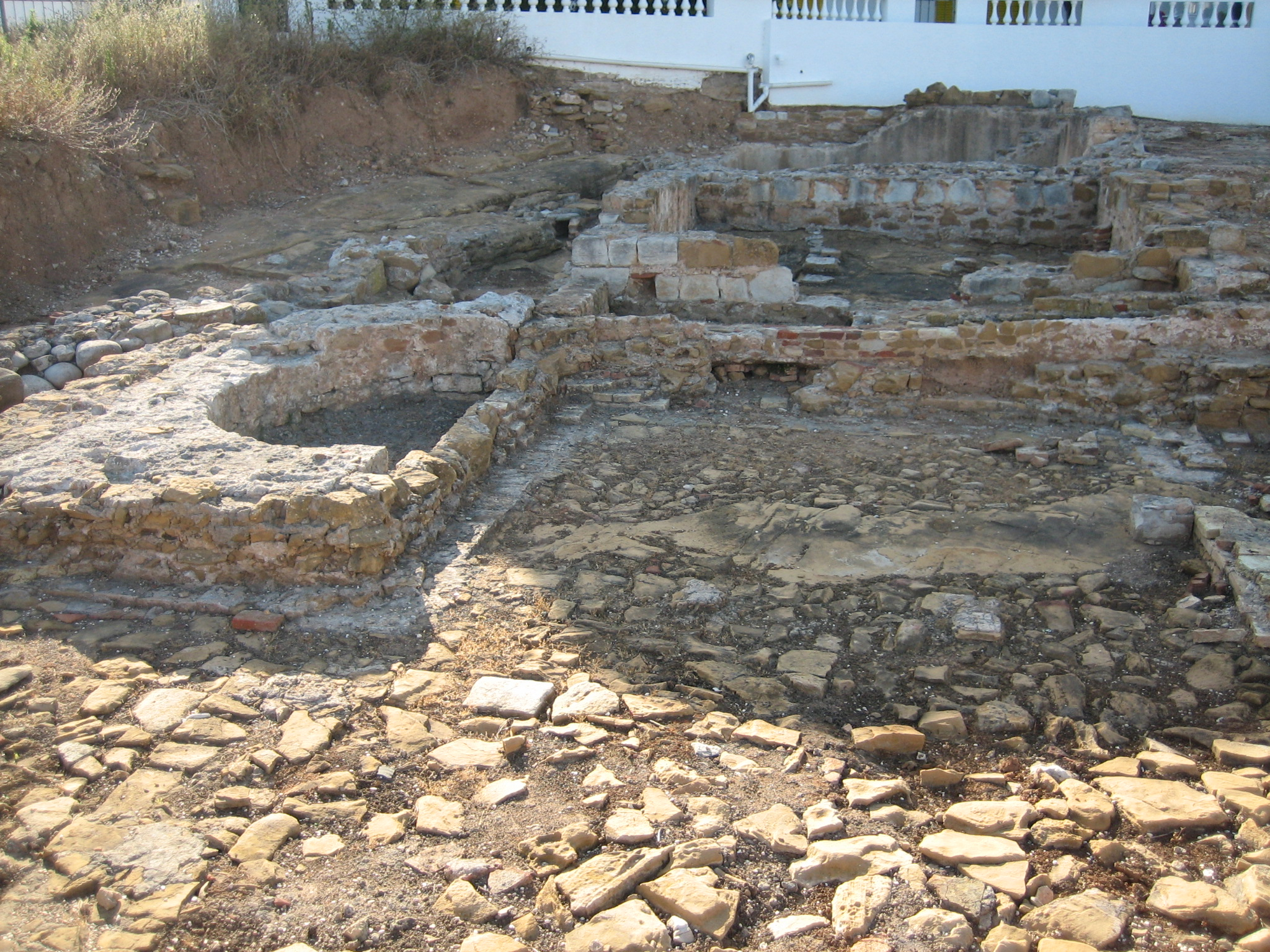
Detall de les ruïnes, maig de 2009

El 4 d'octubre de 2019, Lagos emet l'anunci de procediment n.º 10562/2019, relatiu a la construcció del centre d'acollida i dels recorreguts del Balneari Romà de Praia da Luz. Les obres formarien part de la Ruta de Jaciments Arqueològics de Lagos, corresponent a una candidatura de la Cambra Municipal de Lagos al programa CRESC Algarve 2020.